# Schwingt freudig euch empor (BWV 36c)
Schwingt freudig euch empor (Élevez-vous avec allégresse), (BWV 36c), est une cantate profane de Johann Sebastian Bach composée à Leipzig vraisemblablement en 1725. La cantate aurait été jouée le 9 avril 1725.

## Histoire et livret
La cantate est probablement un hommage à l'un des collègues universitaires de Bach, le professeur de droit Johann Burckhard Mencke à l'occasion de son cinquantième anniversaire. Le nom du recteur Johann Matthias Gesner a été évoqué mais cette hypothèse est aujourd'hui abandonnée. Bach a retravaillé cette cantate en deux versions profanes et sacrées :
- Steigt freudig in die Luft, BWV 36a, profane
- Schwingt freudig euch empor, BWV 36, sacrée
- Die Freude reget sich, BWV 36b, profane

Le texte est sans doute de Christian Friedrich Henrici (Picander),, qui a publié en 1727 une autre version (Steigt freudig in die Luft), cantate d'anniversaire pour la duchesse d'Anhalt-Köthen. Une cantate anniversaire pour la duchesse a aussi été écrite par (probablement en 1726), mais la musique en est perdue,.

## Structure et instrumentation
La cantate est écrite pour hautbois d'amour, viole d'amour, deux violons, alto et basse continue, avec trois solistes vocaux (soprano, ténor, basse) et chœur à quatre voix.
Il y a neuf mouvements :
1. chœur : Schwingt freudig euch empor
2. récitatif (ténor) : Ein Herz, in zärtlichem Empfinden
3. aria (ténor) : Die Liebe führt mit sanften Schritten
4. récitatif (basse) : Du bist es ja
5. aria (basse) : Der Tag, der dich vordem gebar
6. récitatif (soprano) : Nur dieses Einz'ge sorgen wir
7. aria (soprano) : Auch mit gedämpften, schwachen Stimmen
8. récitatif (ténor) : Bei solchen freudenvollen Stunden
9. chœur et récitatif (ténor, basse, soprano) : Wie die Jahre sich verneuen

## Musique
Le chœur d'ouverture est une forme de « joyeuse » gavotte, soulignant le hautbois d'amour (qui joue aussi un rôle important dans l'introduction du troisième mouvement),. Les récitatifs sont tous secco et assez courts, le récitatif de ténor ne comptant que six mesures.